# Cucina anconitana

Stoccafisso all'anconetana

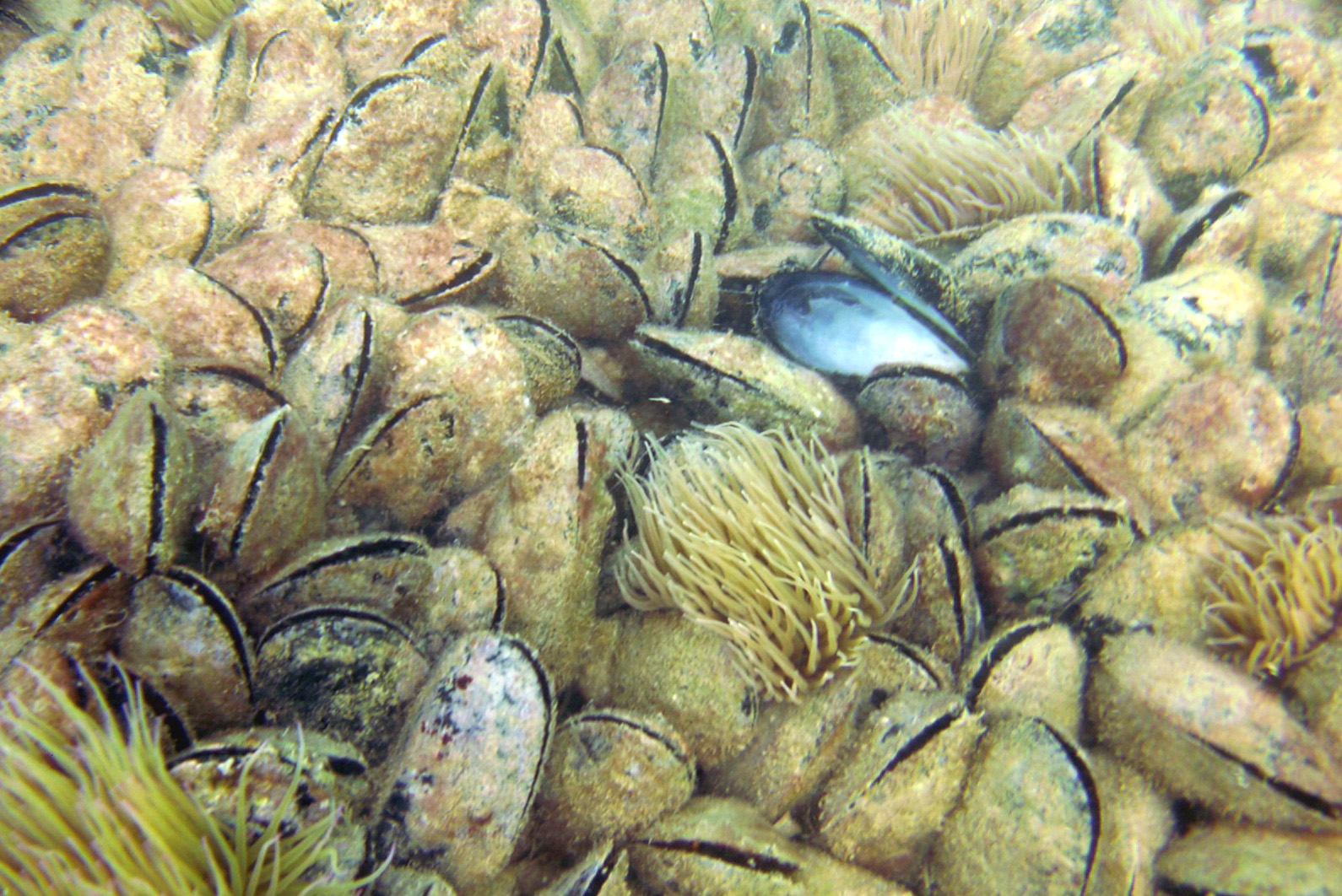
Mitili e anemoni sul fondale di Portonovo (Ancona)

La cucina anconitana è una variante della cucina marchigiana, diffusa, oltre che ad Ancona, anche in tutto il promontorio del Conero.

## Simboli gastronomici cittadini
Il simbolo delle tradizioni gastronomiche di Ancona è lo stoccafisso all'anconitana, celebrato da manifestazioni ricorrenti nell'anno e tutelato dall'Accademia dello Stoccafisso. È caratterizzato da una lunga cottura, dalla presenza di patate in pezzi grossi e pomodori, e da una grande abbondanza di vino ed olio di frantoio.
L'altro re della cucina anconitana è il mósciolo, nome locale del mitilo, che da queste parti non si alleva, ma si pesca sulle scogliere naturali. Il "mósciolo di Portonovo" è stato riconosciuto come "prodotto di origine protetta". Durante l'estate, moltissime persone pescano i mitili in apnea, li puliscono sulla riva, li cucinano in vario modo e li gustano in grandi tavolate sulla spiaggia: ci si fanno sughi per la pasta, si impanano e poi si cuociono alla griglia, o si preparano semplicemente "alla marinara" (detti anche "alla tarantina"), ossia aperti in padella e poi conditi con aglio prezzemolo e limone.

## Antipasti
Gli antipasti più tipici sono a base di frutti di mare, preparati e venduti nei bar più attrezzati ed anche in piccoli chioschi nel centro della città. I più celebri sono: le crucéte in purchéta, "crocette in porchetta" (conchiglie dette in Italiano "piede di pellicano"), i bómbi, bumbéti o bumbarèli in purchéta, "bombetti in porchetta" (ossia con aglio, pomodoro e finocchietto selvatico) e i tartufi di mare (nome locale delle uova di mare).
Come in tutte le Marche, gli antipasti a base di affettati e formaggi, sono accompagnati, specie nel periodo pasquale, dalla piza de furmàgiu ("pizza di formaggio") detta anche pizza di Pasqua, caratterizzata dalla forma a panettone e da grandi pezzi di pecorino nell'impasto.

## Primi piatti
Come primi piatti sono da ricordare i vincisgrassi, una sorta di lasagne particolarmente ricche di ingredienti, preparate in occasioni festive.
In estate si preparano spesso gli spaghetti alla pescatora (con il pomodoro) e alla marinara (in bianco) che celebrano l'apprezzato "mosciolo", cioè il mitilo, da solo o insieme ad altri frutti di mare. 
Tra le paste asciutte sono da ricordare anche i ciavattoni allo scoglio; si tratta un formato di pasta corta di produzione locale e di grande dimensioni, conditi con frutti di mare e crostacei.
La tradizione di preparare in casa la pasta all'uovo è secolare ad Ancona e in tutte le Marche. I formati tradizionali il cui consumo è quasi d'obbligo nei giorni festivi sono: le tagliatelle, i cannelloni, i quadrelli, i cappelletti ripieni di carne e i ravioli ripieni di ricotta e spinaci. Oggi, però, raramente la pasta fresca si prepara in casa, ma la si acquista nei tanti negozi specializzati.
Un altro primo piatto da sempre assai diffuso sono gli gnocchi di patate conditi con il sugo di pomodoro o con il ragù di papera. Essi sono sempre presenti, almeno una volta alla settimana (in genere il giovedì), in ristoranti e trattorie.

## Secondi piatti

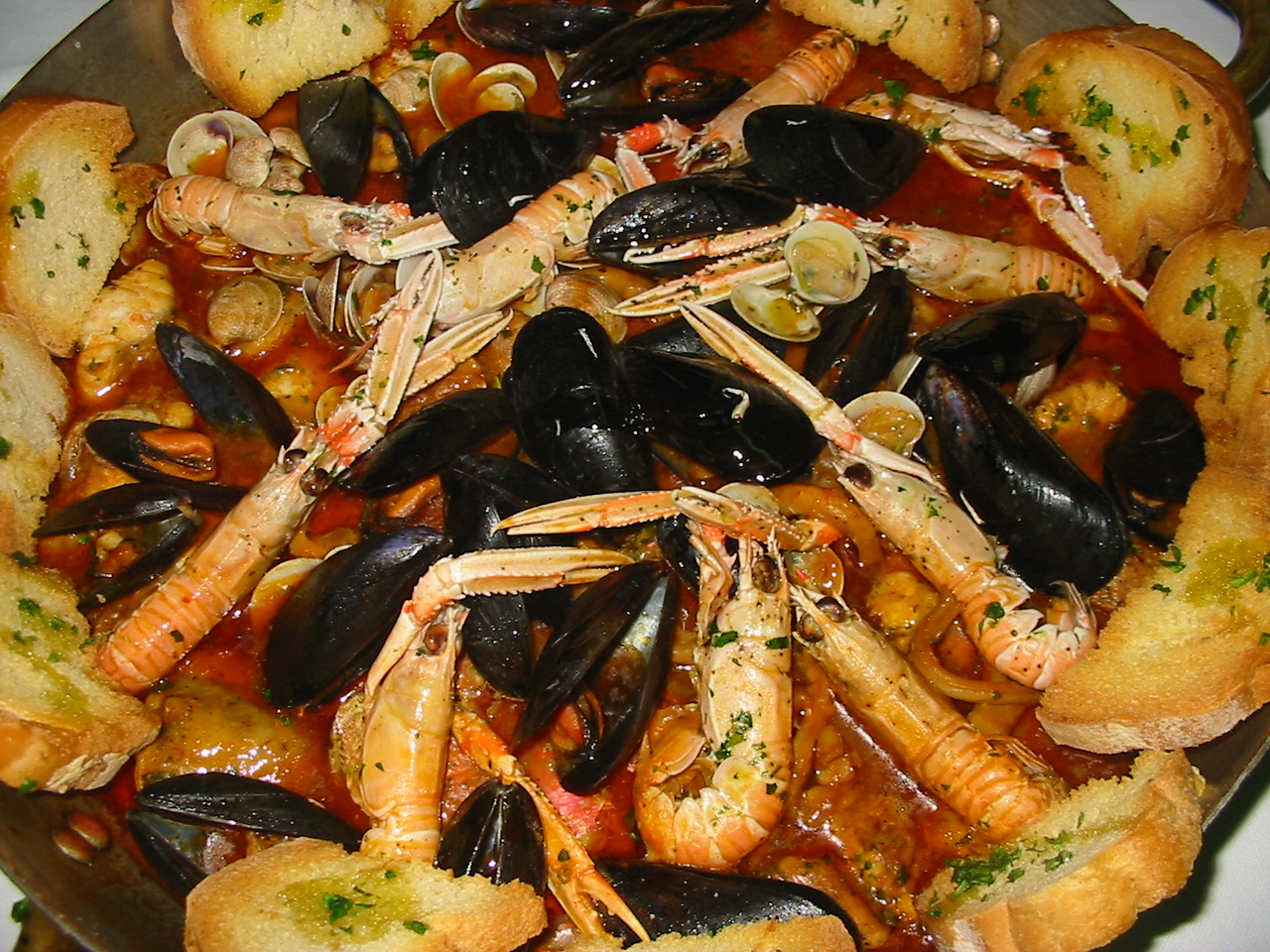
Brodetto di pesce

Oltre allo stoccafisso e ai moscioli, altri secondi tipici sono il brodetto all'anconetana (in anconitano brudéto o burdéto), che è una delle varianti della zuppa di pesce adriatica.
Da citare anche la saraghina a scotadéto, ossia cotta sulla brace e mangiata caldissima; allo stesso modo sono preparati anche i sardoni. Altri piatti di pesce tipici sono le seppie con i piselli e il varòlo (nome locale della spigola) al forno.
Tra le pietanze di carne si ricordano il pollo e il coniglio cucinati in potacchio (putàchio) cioè con rosmarino, aglio, vino e pochissimo pomodoro. La porchetta, che secondo alcuni sarebbe nata nelle Marche ed è un piatto tipico di tutta la regione, anche ad Ancona è molto apprezzata.

## Contorni

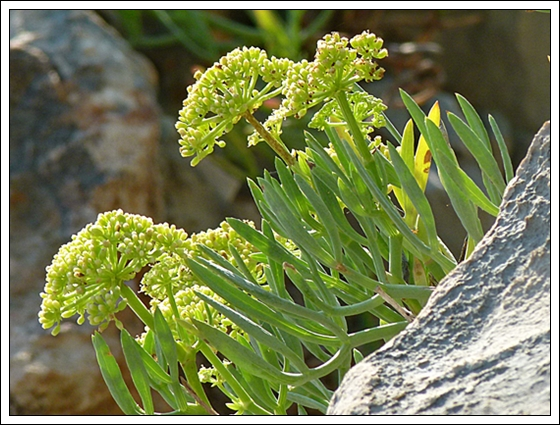
Pianta di paccasassi

Un contorno davvero tipico di Ancona è costituito dai pacasassi (finocchi marini), un'erba succulenta che, come dice il nome, vive nelle spaccature degli scogli marini; pacà, in dialetto anconitano, infatti, significa "spaccare". I pacasassi sono adatti ad accompagnare il pesce, ma anche per arricchire la pasta all'aglio e olio e per preparare la "pizza dorica". La raccolta dei paccasassi spontanei è proibita, ma sono in commercio barattoli di paccasassi coltivati e messi sott'olio; si possono anche coltivare, in vaso o in pieno campo.
Un altro contorno caratteristico è l'insalata di mistiganza, preparata cioè con erbe di campo miste tra cui cacialèpri (grattalingua), grugnéti (cicoria selvatica), pimpinella e rùgola (rucola).
Molto usata è anche la cucina, un insieme di erbe di campo straginate, cioè lessate e poi passate in padella con aglio, olio, olive nere e una patata lessa. Tra le specie che entrano a far parte della cucina, si ricordano i grispigni (grespini) e le papòle (papaveri non ancora andati in cima).
In primavera nei mercati rionali si trovano i pincigareli, cioè i fiori di cardo selvatico, che vengono cotti in padella con le patate.

## Dolci
Tra i dolci che si trovano tutto l'anno si ricordano i ciambelloni, con uvetta e, a volte, ripieni di crema.
Durante il periodo della vendemmia si gustano le ciambelle al mosto, che, tagliate e tostate, danno origine alle fette al mosto. Nello stesso periodo, nelle case si prepara, con mosto e farina, una crema da arricchire poi con noci e pinoli: si tratta dei sughetti d'uva (in anconetano sciugheti). Specie nell'area del Conero, frutti ottobrini molto apprezzati sono le giuggiole e i corbezzoli. Tradizionale e collegata all'antica ma ormai scomparsa festa del corbezzolo è la preparazione casalinga dei corbezzoli sotto spirito.
A Carnevale il dolce tipico è la cicerchiata. È composto di piccole sfere (del diametro di un grano di cicerchia) realizzate con un impasto a base di farina, uova, zucchero ed anice, che poi vengono fritte e ricoperte di miele e mandorle. Molto usati in città a Carnevale anche gli arancini, le zéppole, le frappe e le castagnole, che con la cicerchiata formano il quintetto dei dolci carnevaleschi usati ad Ancona.
Nei bar più forniti si trovano i tradizionali cornetti anconetani: le polacche (in vernacolo pulàche), il cui nome ricorda i soldati del II Corpo dell'esercito polacco che, dopo aver liberato Ancona nell'agosto 1944, rimasero qualche tempo in città e apprezzavano questi dolci. Di dimensioni più grandi di quelle dei comuni cornetti, di forma dritta, a pasta gialla, ripieni di un sottile strato di marzapane e ricoperti da una leggera glassa bianca a base di albume d'uovo e zucchero, sono apprezzati da chi fa colazione al bar. Altro dolce da forno e da bar tipico di Ancona è il maritozzo marchigiano, a forma di panino, con uvetta e glassa.

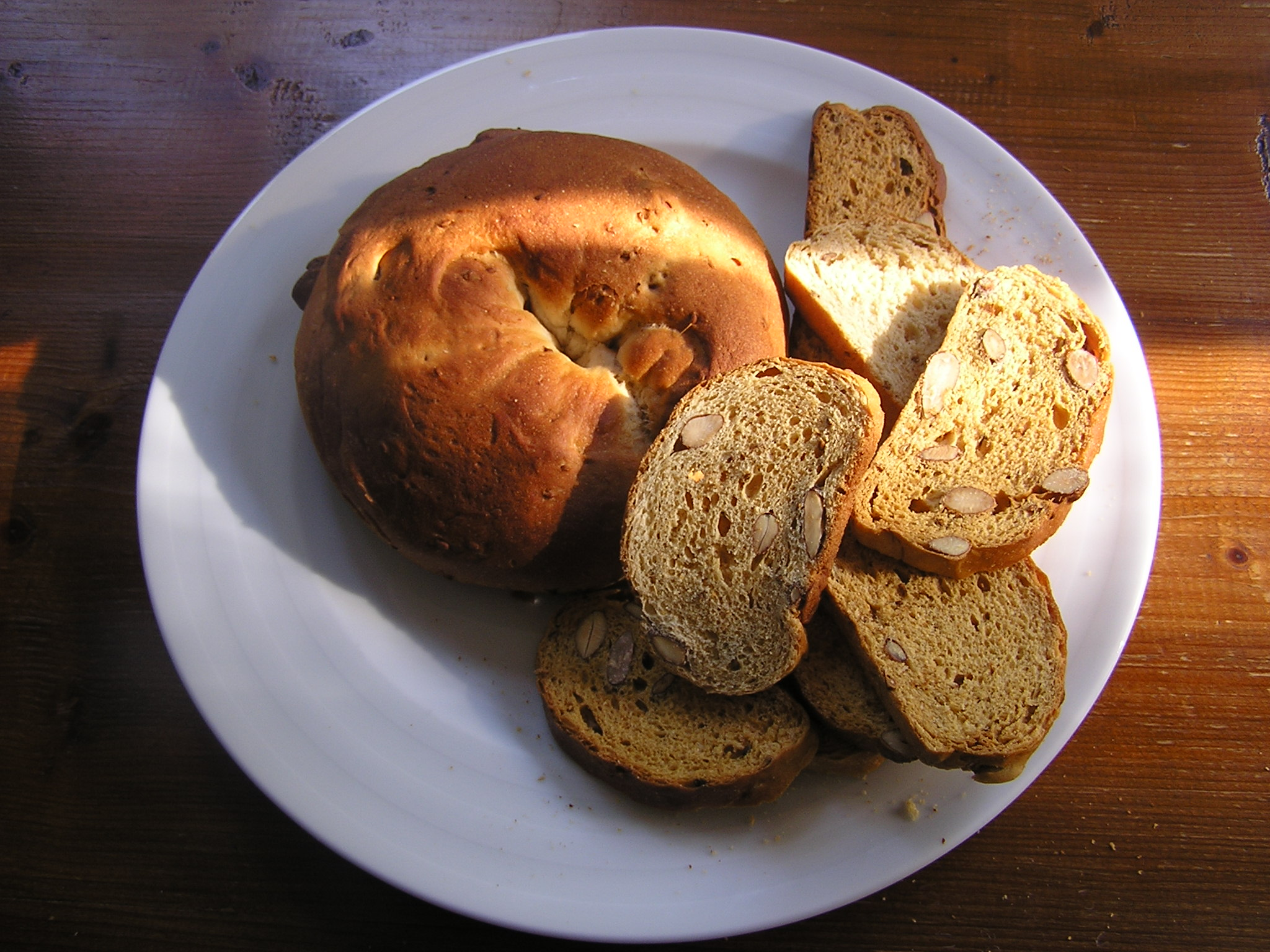
Fette al mosto e ciambella al mosto
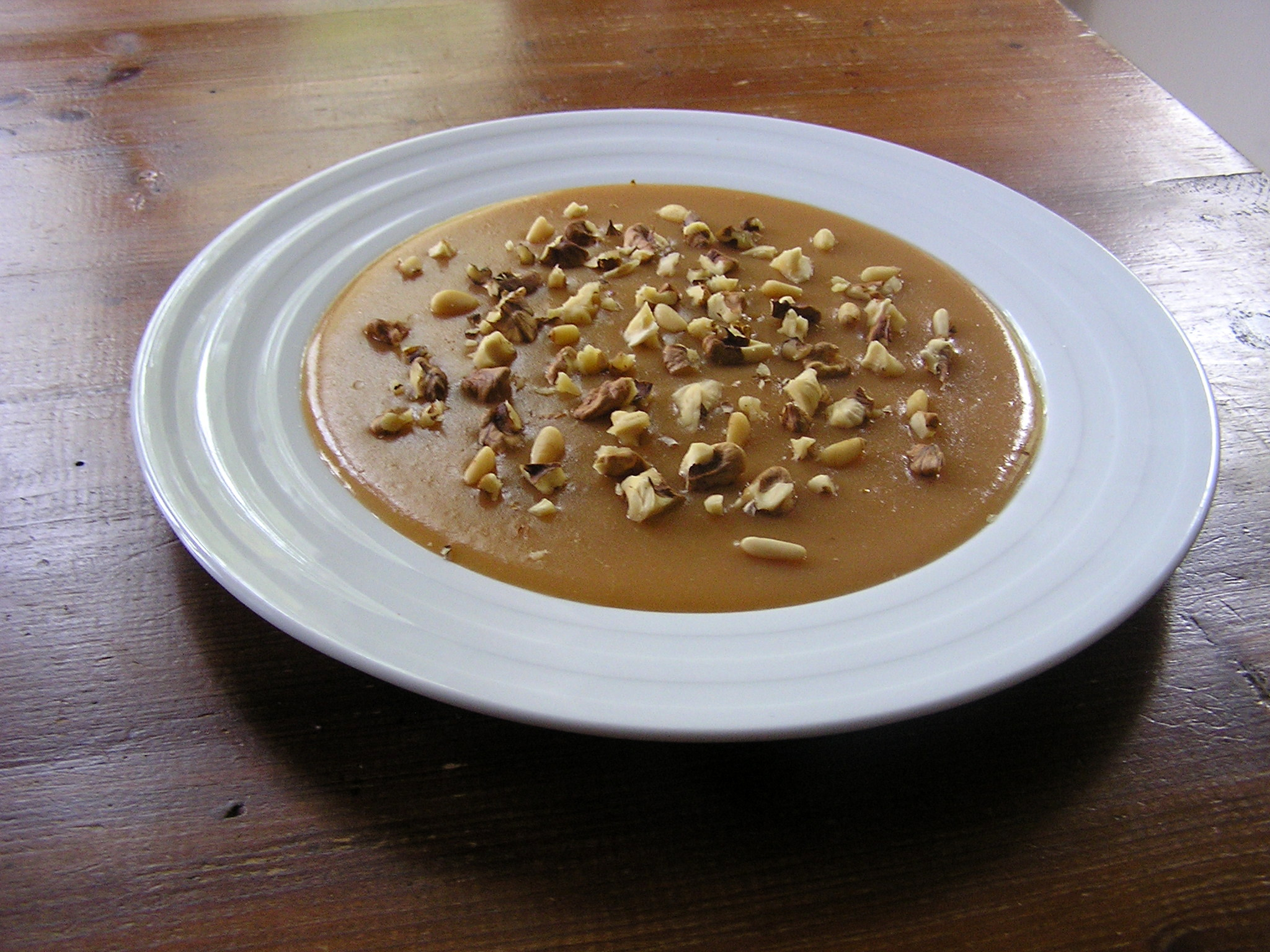
Sciugheti a base di mosto d'uva bianca
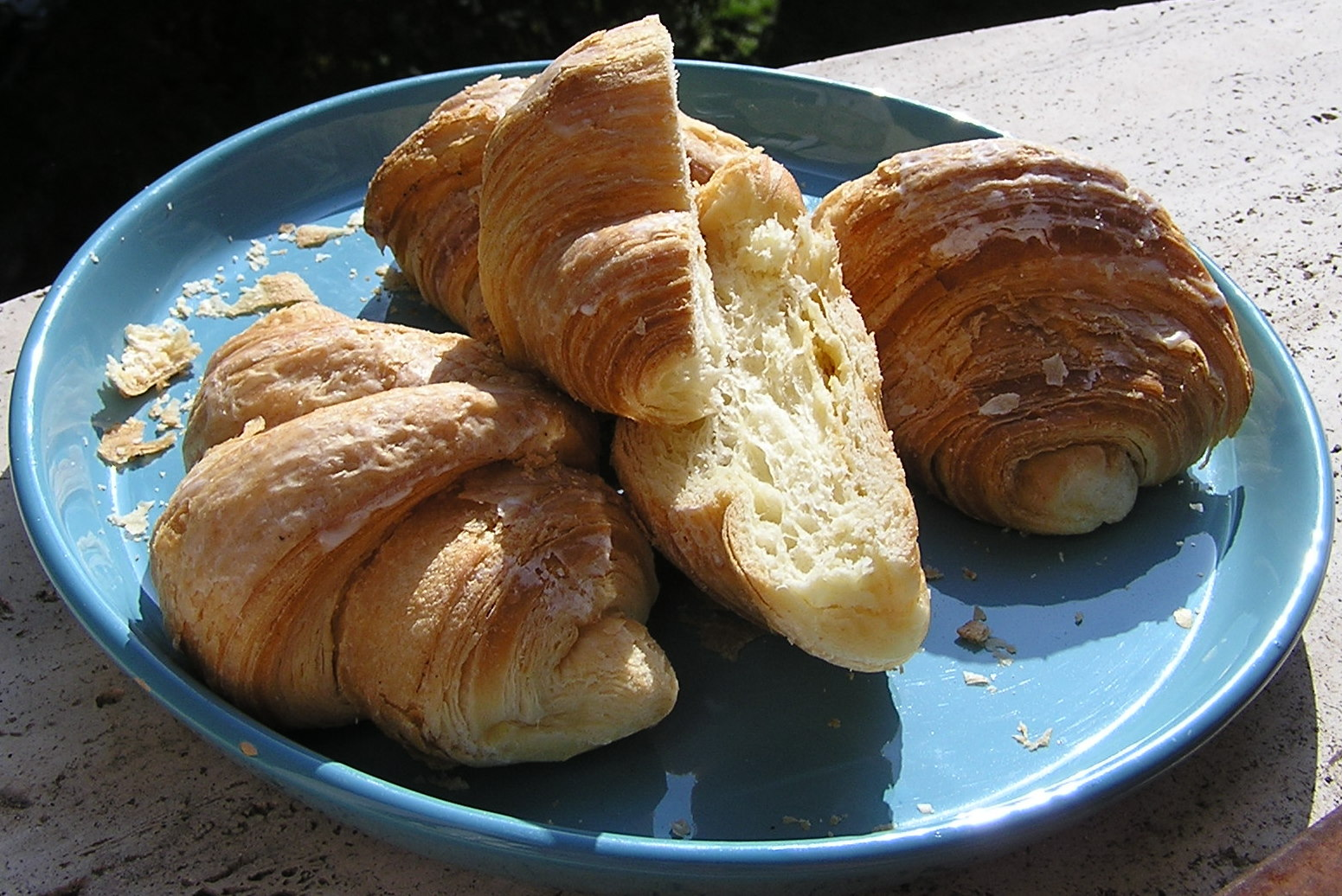
Nei più forniti bar anconitani si possono gustare le "polacche"
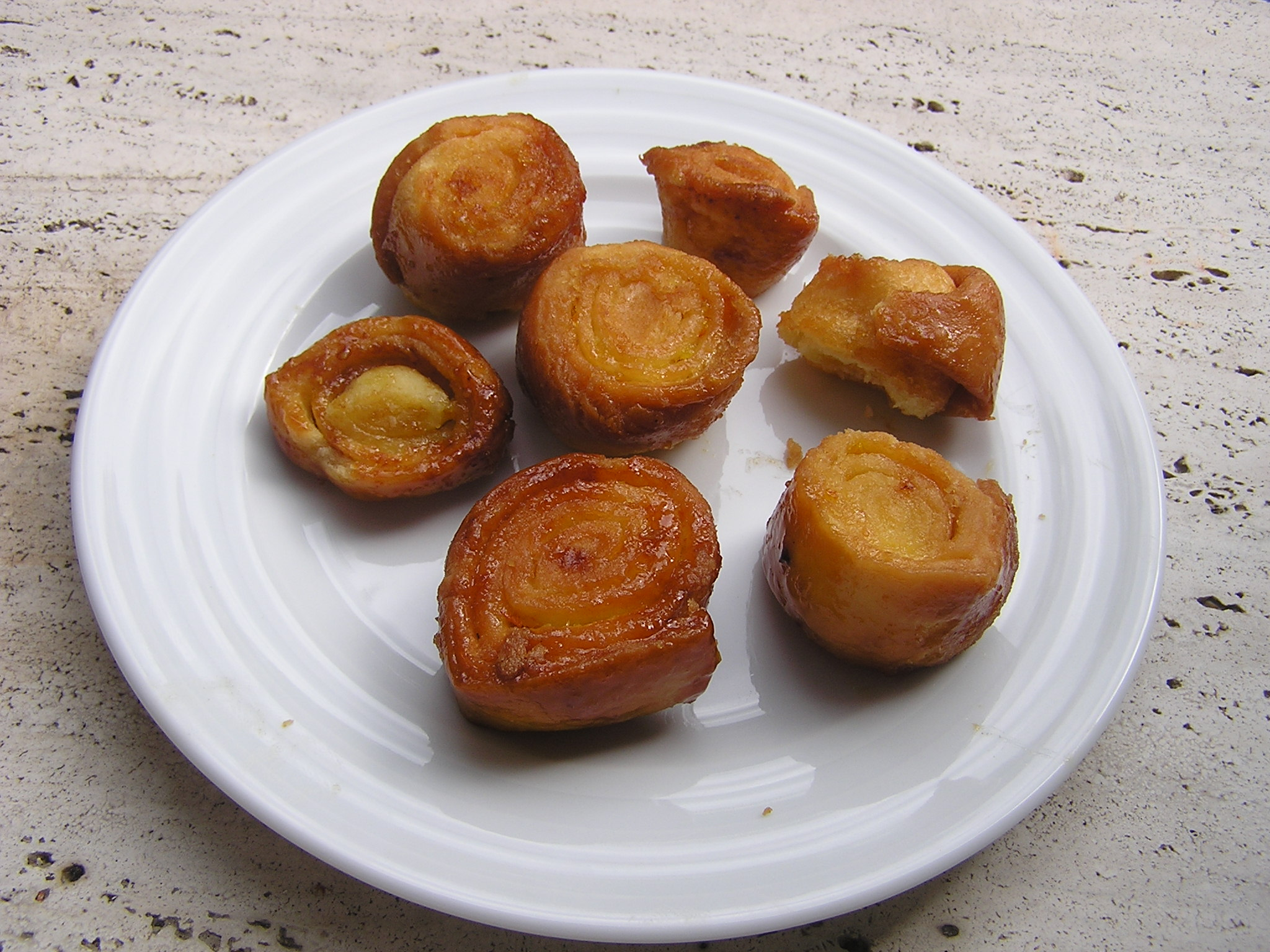
Arancini, dolce carnevalesco
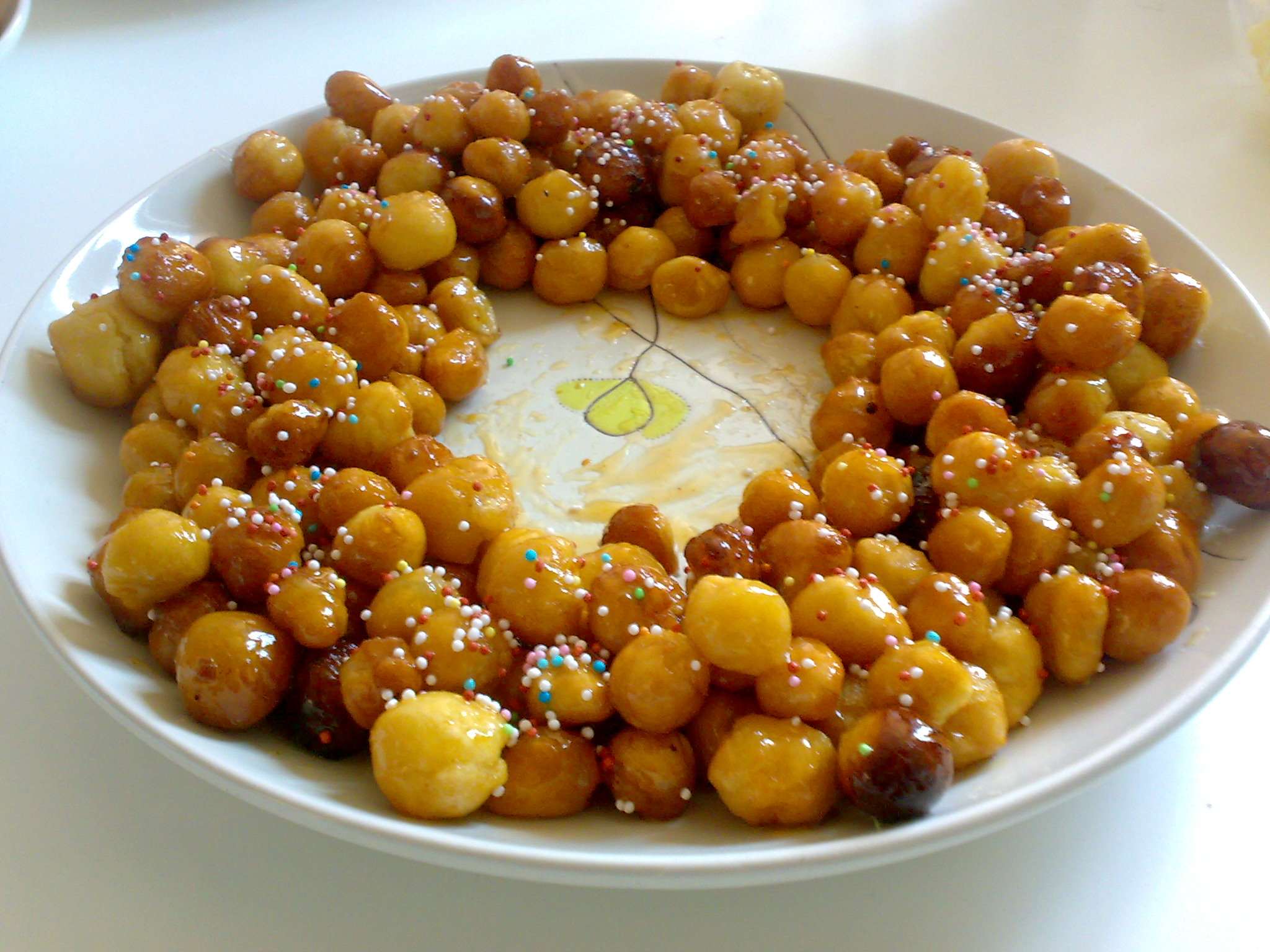
Cicerchiata, altro dolce carnevalesco

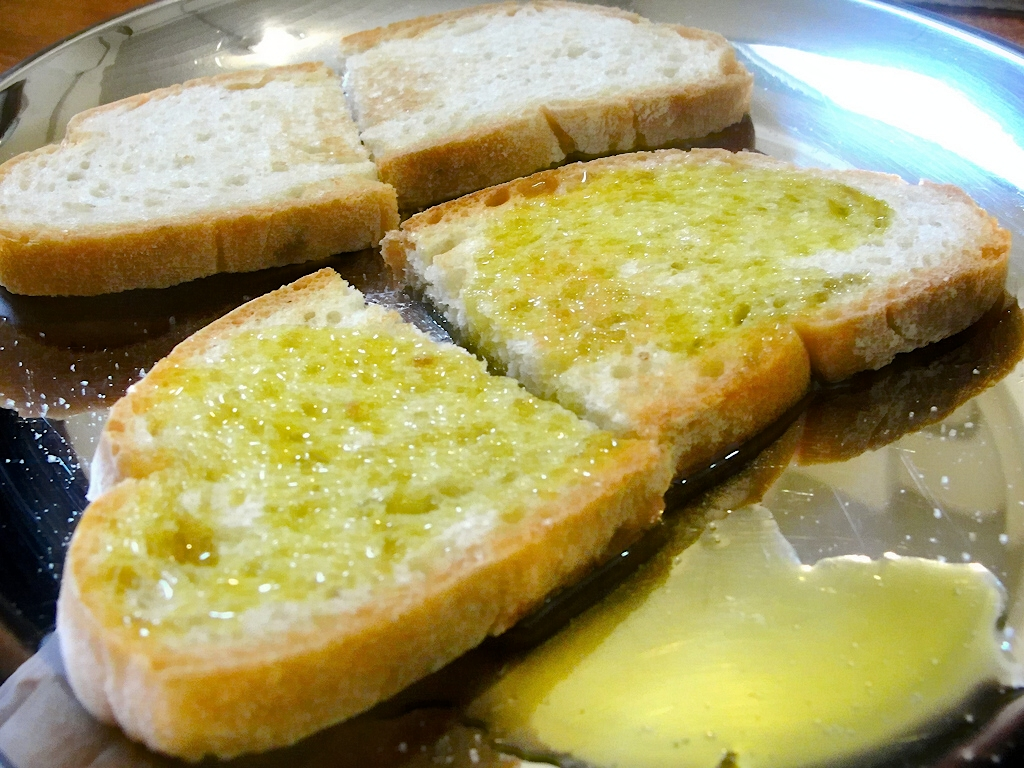
Pà cu l'oio

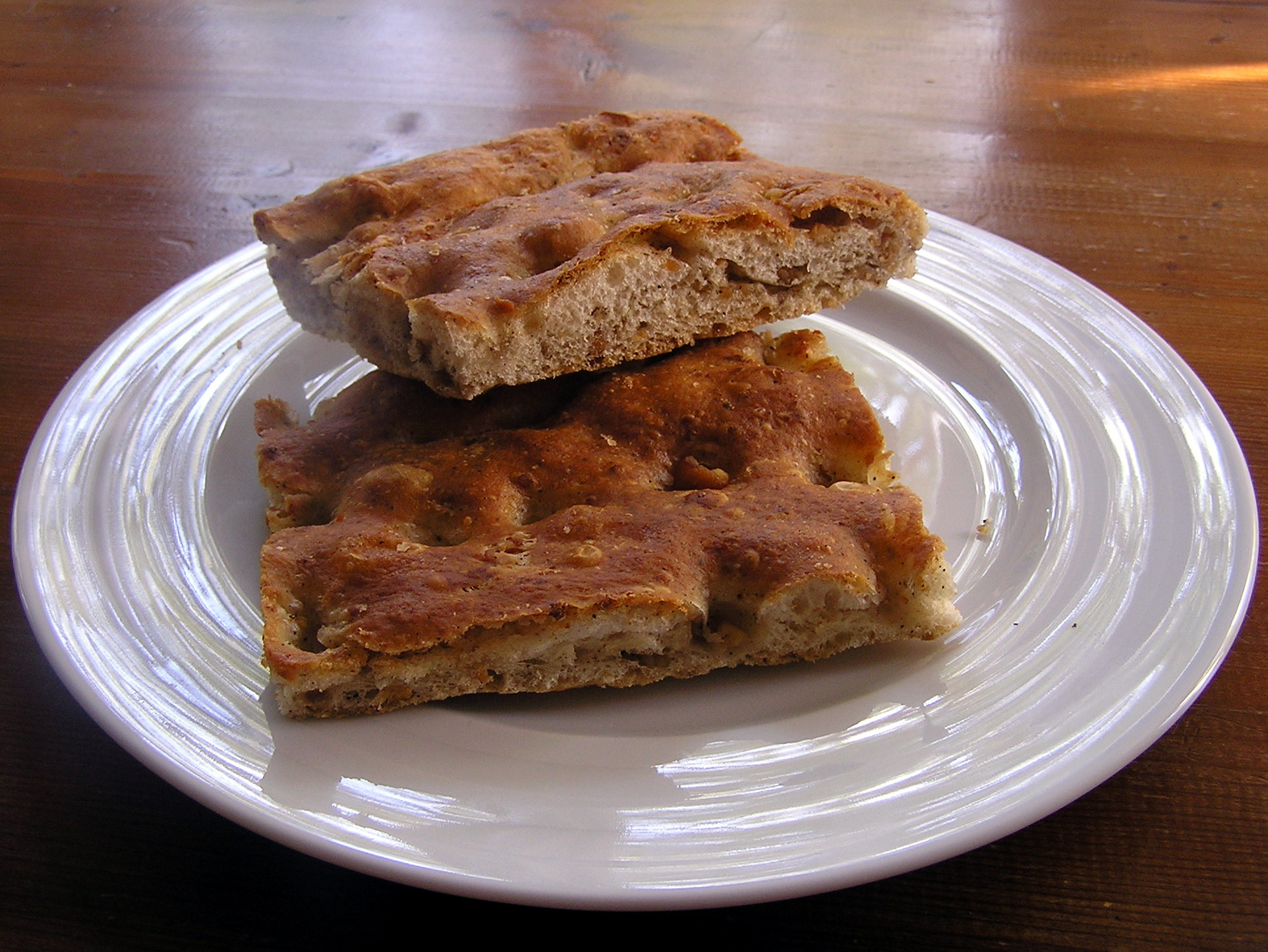
Pizza (o crescia) con i grasselli

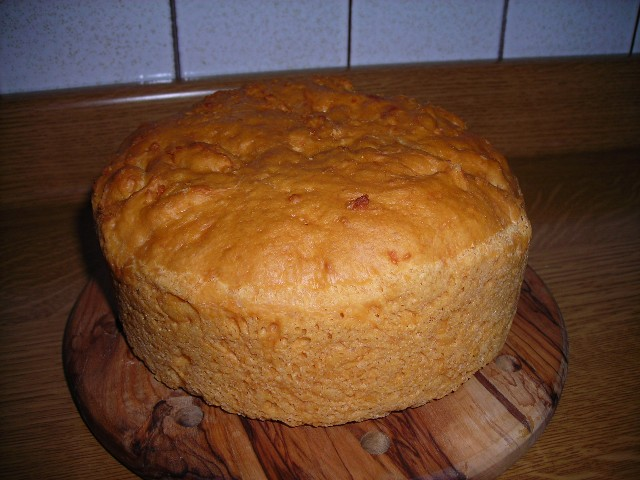
Pizza (o crescia) di Pasqua

## Pa' cu l'oioe crescia
Molto noto nella regione è il cosiddetto pà cu l'ojo (pane con l'olio), una semplice bruschetta che la popolazione locale mangia nei diversi orari della giornata. Vi è anche una versione estiva, fatta con il pane raffermo bagnato con dell'acqua ed uno spruzzo di aceto, insaporito oltre che con l'olio anche con maggiorana fresca, pepe e sale. L'uso anconitano di cibarsi di questa vivanda è conosciuta in tutte le Marche, tanto che gli abitanti delle altre zone della regione usano burlescamente il termine pà cu l'ojo per indicare ogni abitante di Ancona.
La pizza al taglio, che dal dopoguerra in poi si è diffusa dappertutto in città, è l'erede dell'antica crescia, con la quale ha in comune la presenza di strutto nell'impasto, che nella pizza di altre regioni è sempre assente. A volte lo strutto è sostituito dall'olio di oliva. Sono numerosissimi i negozi specializzati nella preparazione di pizza al taglio che poi vendono al pezzo e non a peso come in altre regioni. Le varianti tradizionali sono quattro: bianca con il rosmarino, bianca alla cipolla, rossa semplice e rossa con la mozzarella.
Inoltre, ma solo durante l'inverno, si può trovare anche la pizza con i grasselli, diffusa anche in tutto il resto della regione. È una preparazione invernale in quanto i grasselli sono i residui della fusione dello strutto e perciò sono disponibili solo in concomitanza la macellazione del maiale, tra novembre e gennaio. La pizza al taglio viene venduta per l'asporto o viene consumata dai clienti al banco della pizzeria, in genere accompagnata da un bicchiere di vino sfuso o della caratteristica "spuma", bibita gassata analcolica aromatizzata a varie essenze (la più diffusa è quella "al cedro") Anche nelle panetterie si trova comunemente in vendita la pizza, ma di tipo diverso rispetto a quella delle pizzerie al taglio, essendo tipicamente alta e morbida.

## Bevande
Il rosso cittadino per eccellenza è naturalmente il Rosso Conero, un DOC di antica tradizione, che ha come base il vitigno Montepulciano. Le vigne che producono il Rosso Conero sentono l'aria del mare: sono dislocate nelle colline del Parco del Conero e raggiungibili percorrendo la "strada del Rosso Conero".
Il vino bianco più usato in città è senz'altro il Verdicchio, un DOC ottenuto dal vitigno omonimo proveniente dai castelli di Jesi o dalla zona di Matelica.
Come in tutta la regione molto apprezzati sono il vino di vìsciole (ciliegie selvatiche), ideale per il dopocena e per accompagnare pasticceria secca, e il vino cotto, di antichissima tradizione contadina.
Nei momenti più freddi dell'anno si usa bere il turchetto, un caffè molto lungo rinforzato con rum, buccia di limone ed anice: una vera carica di energia la cui origine è legata al modo in cui i marinai anconetani correggevano il caffè lungo che si vedevano servire in Grecia e in Turchia, al loro gusto troppo leggero.
Tra i prodotti tipici che rischiano di scomparire si ricorda il vinello, ottenuto facendo fermentare il succo dei corbezzoli di Monte Conero, da queste parti detti "cocomeri" o "cocomerini".
Il noto Caffè Borghetti, o Caffè Sport, trova la sua origine proprio in questa città.

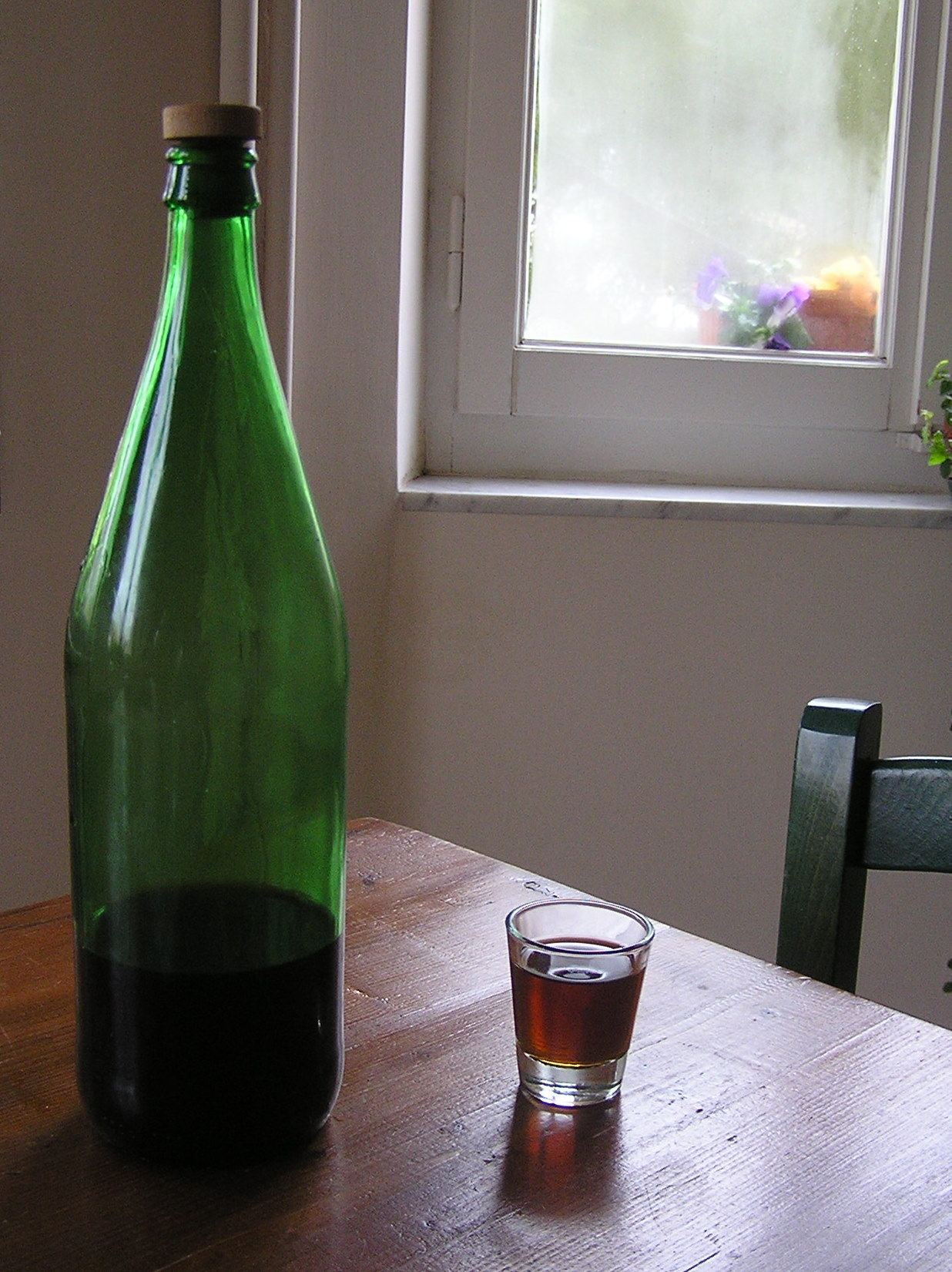
Vino cotto
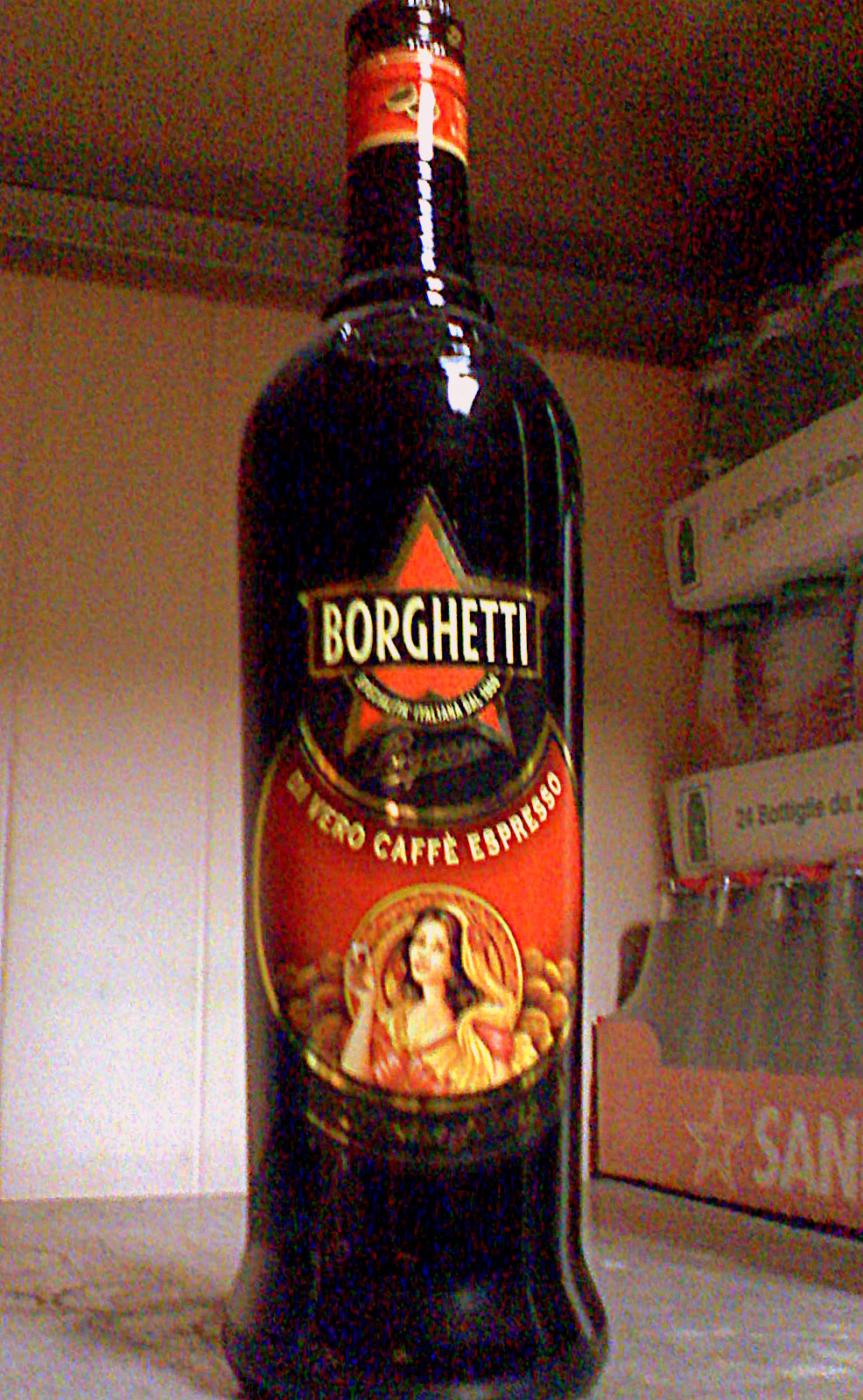
Caffè Sport
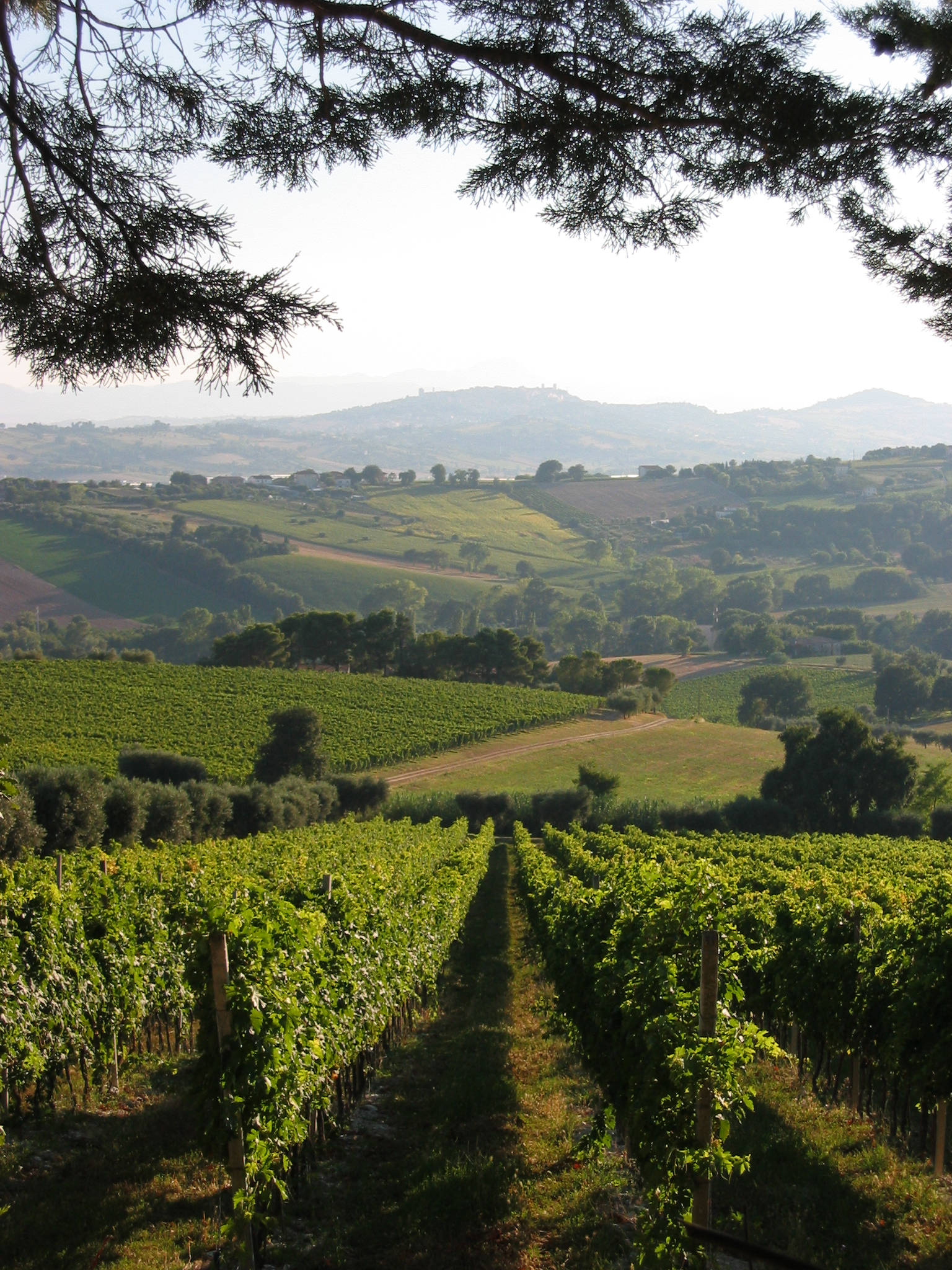
Vigneto utilizzato per la produzione del Rosso Conero
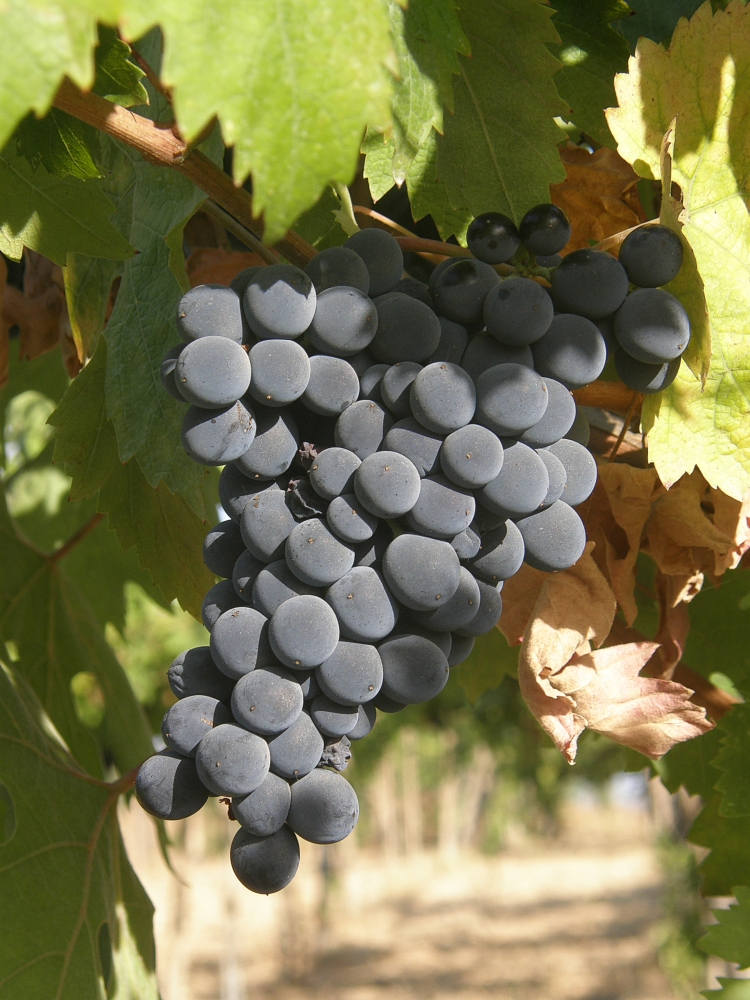
Grappolo del vitigno Montepulciano, base del vino Rosso Conero